# Buslijn 74 (Rotterdam)
Buslijn 74 waren twee buslijnen in de gemeente Rotterdam, die werden geëxploiteerd door de RET.

## Lijn 55 en 74 I
Op 21 januari 1958 werd lijn 55 ingesteld tussen Pernis en Hoogvliet. 
Op 2 september 1967 werd lijn 55 vernummerd in lijn 74. Een beperkt aantal ritten reed door naar de Vondelingenplaat en de 1e Petroleumhaven. Deze ritten vervielen op 4 april 1969. Op 5 september 1989 werd de lijn opgeheven om op 1 september 1997 weer te worden ingesteld. De lijn werd op 4 november 2002 weer opgeheven.   

## Lijn 74 II
Op 11 december 2011 werd opnieuw een lijn 74 ingesteld nu als als ringlijn. Met ingang van 3 januari 2021 werd lijn 74 opgeheven. Sindsdien konden reizigers gebruik maken van STOPenGO-lijn 567.